# Djamel Jefjef
Djamel Jefjef (ur. 17 czerwca 1959 w Wadżdzie) – algierski piłkarz grający na pozycji pomocnika. W swojej karierze rozegrał 25 meczów i strzelił 3 gole w reprezentacji Algierii.

## Kariera klubowa
W swojej karierze piłkarskiej Jefjef grał w klubie USM El Harrach.

## Kariera reprezentacyjna
W reprezentacji Algierii Jefjef zadebiutował w 1982 roku. W 1984 roku był w kadrze Algierii na Puchar Narodów Afryki 1984. Rozegrał w nim trzy mecze: grupowych z Malawi (3:0) i z Nigerią (0:0) oraz o 3. miejsce z Egiptem (3:1). Z Algierią zajął 3. miejsce w tym turnieju. W kadrze narodowej grał do 1985 roku. Wystąpił w niej 25 razy i strzelił 3 gole.